# Wyścigi samochodowe w 1904 roku
Jedenasty rok wyścigów samochodowych organizowanych w Europie i Stanach Zjednoczonych, a przedostatni przed organizacją pierwszego wyścigu Grandes Épreuves.

## Podsumowanie wyścigów
| Data            | Wyścig                                              | Zwycięzca (kierowcy) | Zwycięzca (konstruktorzy) | Wyniki |
| --------------- | --------------------------------------------------- | -------------------- | ------------------------- | ------ |
| 20 maja         | Eliminatoires Françaises de la Coupe Internationale | Léon Théry           | Richard-Brasier           | Wyniki |
| 17 czerwca      | Puchar Gordona Bennetta                             | Léon Théry           | Richard-Brasier           | Wyniki |
| 19 czerwca      | Frankfurt Circuit Race                              | Willy Pöge           | Mercedes                  | Wyniki |
| 25 lipca        | Circuit des Ardennes                                | George Heath         | Panhard                   | Wyniki |
| 5 września      | Coppa Brescia                                       | Vincenzo Lancia      | Fiat                      | Wyniki |
| 8 października  | Vanderbilt Cup                                      | George Heath         | Panhard                   | Wyniki |
| 23 października | Bahrenfeld Race                                     | Victor Hémery        | Opel-Darracq              | Wyniki |